# Kanton Nantes-2
Kanton Nantes-2 (fr. Canton de Nantes-2) je francouzský kanton v departementu Loire-Atlantique v regionu Pays de la Loire. Tvoří ho pouze část města Nantes.